# 1193 Africa
1193 Africa este un asteroid din centura principală, descoperit pe 24 aprilie 1931, de Cyril Jackson.